# نادي سوليهول لكرة القدم
نادي سوليهول هو نادي كرة قدم بريطاني أٌسس عام 1953.